# Erannis ligustriaria
Erannis ligustriaria là một loài bướm đêm trong họ Geometridae.